# Washington (condado de Vilas, Wisconsin)
Washington es un municipio del condado de Vilas, Wisconsin, Estados Unidos. Tiene una población estimada, a mediados de 2022, de 1649 habitantes.

## Geografía
Está ubicado en las coordenadas 45°56′32″N 89°8′9″O / 45.94222, -89.13583 (45.942199, -89.135963). Según la Oficina del Censo de los Estados Unidos, tiene una superficie total de 122.9 km², de la cual 106.6 km² corresponden a tierra firme y 16.3 km² están cubiertos de agua.

## Demografía
Según el censo de 2020, en ese momento había 1587 personas residiendo en la zona. La densidad de población era de 14.9 hab./km². El 93.76% de los habitantes eran blancos, el 0.32% eran afroamericanos, el 0.38% eran amerindios, el 0.19% eran asiáticos, el 0.76% eran de otras razas y el 4.60% eran de una mezcla de razas. Del total de la población, el 1.58% eran hispanos o latinos de cualquier raza.